# Rómulo Gallegos (Apure)
Rómulo Gallegos è un comune del Venezuela situato nello stato dell'Apure.
Il capoluogo del comune è la città di Elorza.